# تيم هارداواي
تيم هارداواي (بالإنجليزية: Tim Hardaway) مواليد 1 سبتمبر 1966 في شيكاغو، هو لاعب كرة سلة أمريكي سابق بدأ مسيرته الاحترافية في سنة 1989 يلعب مع فريق ديترويت بيستونز في الرابطة الوطنية لكرة السلة. يبلغ طوله 6 قدم 0 بوصة (1.8 م). اعتزل اللعب في 2003.

## فرق لعب لها
- غولدن ستايت ووريورز
- ميامي هيت
- دالاس مافيريكس
- دنفر ناغتس
- إنديانا بايسرز

## الميداليات
| الميدالية | المسابقة                       |
| --------- | ------------------------------ |
| ذهبية     | الألعاب الأولمبية الصيفية 2000 |

## روابط خارجية
- تيم هارداواي على موقع IMDb (الإنجليزية)
- تيم هارداواي على موقع قاعدة بيانات الفيلم (الإنجليزية)
- تيم هارداواي على موقع الاتحاد الدولي لكرة السلة (الإنجليزية)
- تيم هارداواي على موقع إن بي أي (الإنجليزية)
- تيم هارداواي على موقع سبورتس رفرنس (الإنجليزية)
- تيم هارداواي على موقع كرة السلة الأوروبية.كوم (الإنجليزية)
- تيم هارداواي على موقع كلية كرة السلة في سبورتس رفرنس.كوم (الإنجليزية)
- تيم هارداواي على موقع ريلجم (الإنجليزية)
- تيم هارداواي على موقع بروبوليرز (الإنجليزية)
- تيم هارداواي على موقع سبورتس رفرنس (الإنجليزية)
- تيم هارداواي على موقع سبورتس رفرنس (الإنجليزية)
- تيم هارداواي على موقع أوليمبيديا (الإنجليزية)